# Svjetsko prvenstvo u košarci – Portoriko 1974.
Svjetsko prvenstvo u košarci 1974. održano je u San Juanu u Portoriku od 3. – 14. srpnja 1974. godine.

## Konačni poredak
1.  SSSR

2.  Jugoslavija

3.  SAD

4.

5.

6.

7.  Portoriko

8.

9.

10.

11.

12.

13.

14.

Najbolja petorica prvenstva:

Hrvati u reprezentaciji Jugoslavije:
- Krešimir Ćosić
- Vinko Jelovac
- Željko Jerkov
- Nikola Plećaš
- Damir Šolman
- Ratomir Tvrdić